# کارواندری (سرده)
کارواندری (نام علمی: Karvandarina aphylla) نام یک گونه از تیره کاسنیان است.